# Corynoptera karlkulbei
Corynoptera karlkulbei är en tvåvingeart som beskrevs av Werner Mohrig och Roschmann 1996. Corynoptera karlkulbei ingår i släktet Corynoptera och familjen sorgmyggor.
Artens utbredningsområde är Grekland. Inga underarter finns listade i Catalogue of Life.